# Ennistymon
Ennistymon (en irlandès Inis Díomáin) és un poble d'Irlanda, al comtat de Clare, a la província de Munster. Hi ha un pont que la uneix a la propera vila de Lahinch. Està connectat a Ennis per la N85.

## Etimologia
El nom oficial de la vila és Ennistimon, tot i que la pronunciació més habitual és Ennistymon. Històricament es pronunciava Inishdymon. Es creu que deriva de l'irlandès Inis Diomáin que significa "illa de Diomán". Tanmateix, Míchéal Ó Raghallaigh al·lega que el nom podria derivar d'Inis Tí Méan que vol dir "illa de la casa mitjana" o "prat del riu de la casa mitjana".

## Situació de l'irlandès
En la dècada del 1920 a la zona oriental d'Ennis que comprenia els llogarets de Doonbeg, Ennistymon, Carrigahold i Lisdoonvarna, encara hi havia parlants d'irlandès i la zona fou declarada Gaeltacht. Actualment un comitè encoratja a desenvolupar xarxes entre els parlants d'irlandès per tal d'obtenir novament el reconeixement com a zona Gaeltacht.

## Memorial
El memorial 'An Gorta Mór' fou erigit una milla als enfores d'Ennistymon en la carretera a Lahinch per commemorar les víctimes de la fam de la patata de 1845 a 1850 coneguda com la Gran Fam (An Gorta Mór). Fou inaugurat el 20 d'agost de 1995 – el 150è aniversari de la tragècia. Està localitzat a la vora de l'hospital d'Ennistymon Hospital, en uns terrenys locals gràcies als esforços de l'oficina d'Erin i l'Oficina d'Amèrica de l'Antiga Orde dels Hibernians (AOH) i el consell del comtat de Clare.

## Agermanaments
- Pozzoleone
- Schimatari

## Personatges il·lustres
- Brian Merriman, escriptor en irlandès.
- William Rynne, heroi de l'Aixecament de Pasqua